# Veteran (Alberta)
Veteran è un villaggio del Canada, situato nella provincia dell'Alberta, nella divisione No. 4.